# Fritz Leiber (skådespelare)
Fritz Reuter Leiber, född 31 januari 1882 i Chicago, USA, död 14 oktober 1949 i Hollywood, USA,  var en amerikansk skådespelare. Han var far till science fiction- och fantasyförfattaren Fritz Leiber.

## Filmografi i urval
- 1917 – Cleopatra
- 1920 – Om jag vore kung
- 1921 – Drottningen av Saba
- 1935 – I skuggan av giljotinen
- 1936 – Louis Pasteur
- 1936 – Under skilda fanor
- 1936 – Anthony Adverse
- 1937 – Champagne-valsen
- 1937 – Prinsen och tiggaren
- 1937 – En natt på värdshuset
- 1938 – Norr om Capricorn
- 1938 – Uppror på Ellis Island
- 1939 – Krig utan vapen - kontraspionage
- 1939 – Ringaren i Notre Dame
- 1939 – I döden för flyktingar
- 1940 – Frestelse
- 1940 – Allt detta och himlen därtill
- 1940 – Slaghöken
- 1941 – Aloma danserskan
- 1943 – Fantomen på stora operan
- 1944 – Bedragaren
- 1945 – Under blodröda segel
- 1945 – För evigt din
- 1945 – Kvinna i rött
- 1946 – En skandal i Paris
- 1946 – Humoresque
- 1947 – Monsieur Verdoux
- 1947 – San Angelos klockor
- 1947 – Striden vid offerplatsen
- 1947 – Spindelnätet
- 1947 – Drama på Matterhorn
- 1948 – Casanovas äventyr
- 1948 – Opium
- 1948 – Vedergällning
- 1948 – Djungelns härskare
- 1948 – Hämndens borg
- 1949 – Bagdad
- 1949 – Simson och Delila
- 1950 – Röd mans land